# Bukovina – zemlea ukrainskaia
Bukovina – zemlea ukrainskaia (în rusă Буковина – земля украинская, transliterat: Bukovina – zemlea ukrainskaia, în ucraineană Буковина – земля українська, transliterat: Bukovîna – zemlea ukrainska, în traducere „Bucovina – pământ ucrainean”), cunoscut și ca Radeanska Bukovîna (în ucraineană Радянська Буковина, în traducere „Bucovina Sovietică”), este un scurtmetraj documentar sovietic de informare și propagandă din 1940, care a fost realizat de Oleksandr Dovjenko și de partenera sa de viață, Iulia Solnțeva, la scurt timp după anexarea de către Uniunea Sovietică a teritoriului nordic al Bucovinei, care făcuse parte anterior din Regatul României.
Ocuparea nordului Bucovinei de către Uniunea Sovietică, în urma acceptării ultimatumului sovietic din 26 iunie 1940 de către Consiliul de Coroană al Regatului României, a fost urmată de o campanie intensă de propagandă, care avea scopul să familiarizeze populația Uniunii Sovietice cu particularitățile noului teritoriu dobândit, descriind patetic „asuprirea” socială și națională din timpul stăpânirii românești și evidențiind „unitatea etnică” a populației provinciei cu poporul ucrainean. Materialele elaborate de activiștii cu propaganda ofereau informații de bază despre „teritoriul eliberat” și, preluând porțiuni mari din textul ultimatumului sovietic, prezentau exploatarea economică a populației și gradul de înapoiere al regiunii.
Un grup de la Studioul Cinematografic din Kiev, condus de regizorul ucrainean Oleksandr Dovjenko și de partenera sa de viață, Iulia Solnțeva, s-a deplasat la Cernăuți în primele zile din iulie 1940 și a început să lucreze la realizarea unui film documentar despre teritoriul recent anexat. Anterior, în toamna anului 1939, Dovjenko călătorise în Galiția, regiune anexată în urma Invaziei sovietice în Polonia, și filmase acolo un documentar intitulat Eliberarea. Filmarea documentarului despre Bucovina a fost realizată efectiv de Iulia Solnțeva, ca urmare a faptului că Dovjenko a trebuit să se întoarcă la Kiev pentru finalizarea filmului Eliberarea (care a fost lansat în 25 iulie 1940).
Bukovina – zemlea ukrainskaia a fost finalizat la sfârșitul anului 1940 și a fost expediat de la Kiev în regiunile RSS Ucrainene (inclusiv în regiunea Cernăuți) pentru a fi difuzat în cinematografele locale. Reflectând lipsa de informații cu privire la nordul Bucovinei, filmul are un caracter informativ-propagandistic, prezentând obiceiurile bucovinenilor și subliniind apartenența lor la poporul ucrainean și necesitatea „eliberării” lor din mizerie de către statul sovietic.

## Rezumat

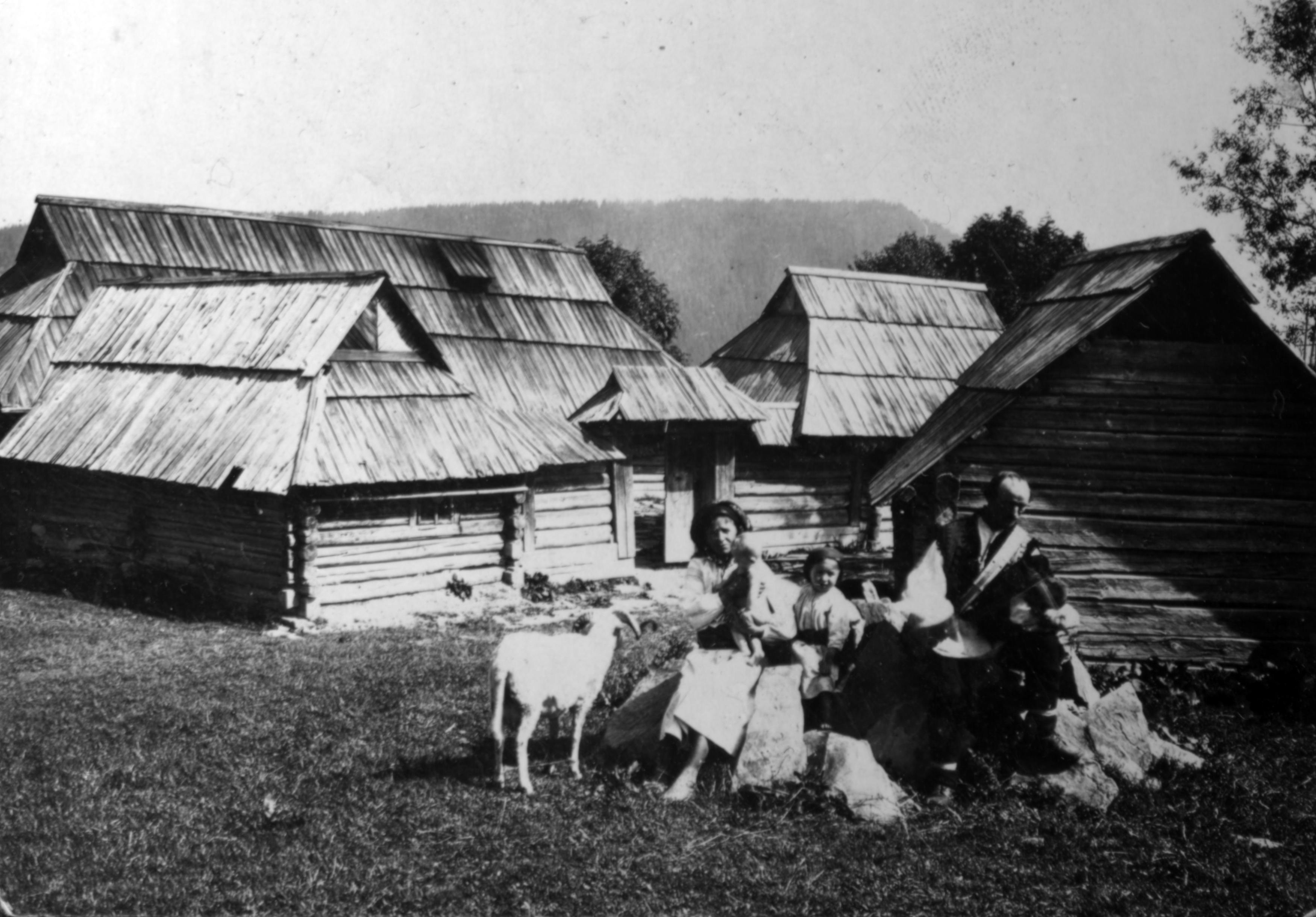
Gospodărie huțulă în perioada interbelică

Filmul începe cu o scenă din viața grea a huțulilor (care prezintă munca agricolă complet manuală, analfabetismul și sărăcia populației) și continuă cu o prezentare a istoriei apartenenței teritoriale a Bucovinei la diferite state. Narațiunea istorică a stăpânirii provinciei de către un șir de „opresori străini” și a luptei continue a bucovinenilor (conduși de eroi legendari ca Oleksa Dovbuș și Luchian Cobiliță) împotriva asupritorilor, prezentată pe un ton victimizator, se derulează pe un fundal cu specific etnografic. Stăpânirea românească a provinciei, începută în anul 1918, este descrisă printr-un limbaj tăios, pe alocuri demonizator: naratorul afirmă că „noaptea neagră românească” s-a așternut asupra Bucovinei și susține că scriitorul francez Henri Barbusse a numit România „iadul Europei”.
Orașul Cernăuți, capitala neoficială a provinciei, este înfățișat ca un spațiu deznaționalizat, populat cu exploatatori străini. Pe fundalul imaginilor din centrul Cernăuților, naratorul afirmă că orașul cu o populație de 125.000 de locuitori avea 10.000 de șomeri, zeci de întreprinderi industriale închise și nicio școală ucraineană, dar, cu toate acestea, existau 4.000 de prăvălii și 20.000 de lucrători comerciali. „Chipul orașului” este recunoscut prin clădiri simbol precum Reședința mitropolitană (construcție monumentală care sugerează rolul exploatator al Bisericii), Templul evreiesc (pentru construcția căruia, remarcă naratorul, „companiile au cheltuit sume incalculabile de bani”) și Teatrul orășenesc (clădire frumoasă din vremea stăpânirii austriece, rămasă nefolosită deoarece „nu exista o companie teatrală în Cernăuți”). Spectatorii sunt informați că singurele surse de distracție ale cernăuțenilor în timpul stăpânirii românești erau cele trei carusele din piața centrală a orașului și cele 100 de bordeluri (unde „munceau” 3.000 de prostituate).
Sunt prezentate apoi politica de românizare practicată în Bucovina, mizeria muncitorilor bucovineni, nevoiți să muncească 12 ore pe zi „în condiții groaznice precum sclavii din colonii” pentru că șomajul însemna o „moarte lentă, dar inevitabilă”, și distrugerea instalațiilor industriale în urma evacuării românilor. Revolta populației ucrainene a avut un caracter subversiv: bărbații au tipărit manifeste comuniste, o femeie huțulă a brodat în secret un steag roșu cu un salut adresat lui Stalin, iar versurile „Internaționalei” erau cântate uneori în liniștea nopții.
Secvențele următoare arată sosirea trupelor sovietice pe teritoriul Bucovinei și întâmpinarea lor cu un mare entuziasm de către localnicii rămași, capturarea jandarmilor și polițiștilor români, întoarcerea localnicilor bucovineni de pe teritoriul rămas al României, împărțirea pământului către țăranii săraci și prima recoltă sovietică. Narațiunea revine în Cernăuți, după instaurarea puterii sovietice, fiind arătate „binefacerile” noului regim: alegerea noilor autorități din rândul populației locale (un țăran bucovinean în costum popular care dirijează traficul auto), admiterea la studii la Universitatea din Cernăuți a tinerilor din toate națiunile, sosirea învățătorilor sovietici care au înlocuit pedepsele corporale cu vorba bună și au contribuit la creșterea gradului de frecventare al școlilor, preluarea conducerii fabricilor de către funcționarii sovietici.
Mesajul principal al filmului, influențat fără îndoială de naționalismul lui Dovjenko, este că Bucovina aparține spațiului etnic ucrainean și, prin extensie, că scoaterea provinciei din starea de înapoiere social-economică poate fi realizată numai în cadrul unui stat ucrainean unitar:
| “ | Timp de aproape 600 de ani, națiunea ucraineană a fost divizată, iar Bucovina s-a aflat sub stăpânirea a cinci state. Cu toate acestea, orice sat pe care îl vei vedea te va face să spui: «Asta este Ucraina!» Asupritorii s-au schimbat, dar oamenii și-au păstrat cultura, limba, arhitectura și portul. | ” |

Partea finală a filmului conține o serie de observații etnografice cu privire la cultura ucrainenilor bucovineni: arhitectura specifică a colibelor arhaice care a fost transferată și bisericilor, activitățile unor artiști populari precum poeta și pictorița Domka Botușanska⁠(uk)[traduceți], pictorul Volodîmîr Kokoiaciuk (care a pictat portretele lui Șevcenko, Franko și Fedkovîci) sau cântăreața la fluier Sofia Kosmaciuk, broderiile populare (precum cele realizate de Maria Klimka, Tirina Klim și Fruzina Gulei) și sculpturile în lemn (realizate de profesorul Vladimir Gulei), costumul popular specific realizat complet manual și „purtat de bucovinean ca un semn de protest împotriva asupritorilor, așa cum un soldat își poartă pușca” și ritualul complet al nunții bucovinene.

## Propaganda sovietică în nordul Bucovinei

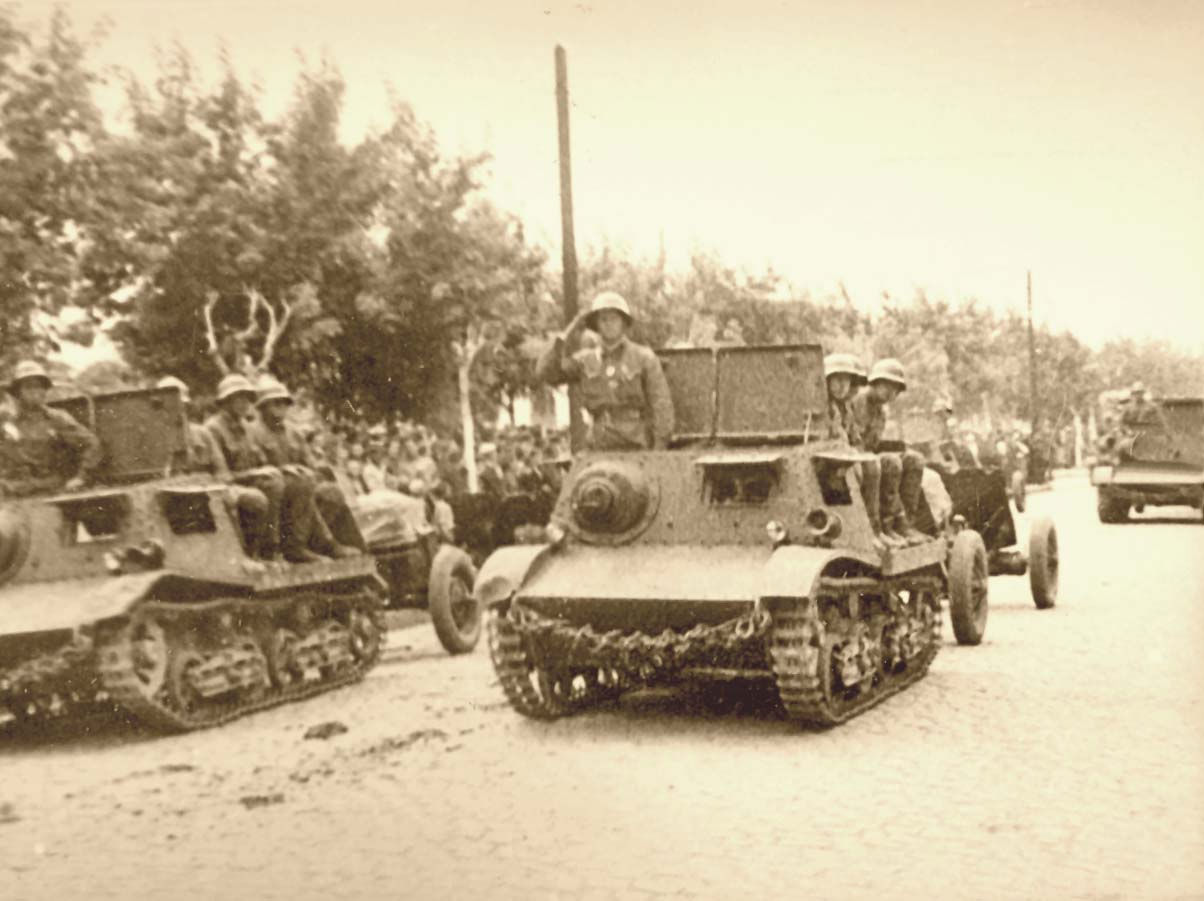
Intrarea forțelor armate sovietice în Basarabia și nordul Bucovinei

Partea nordică a Bucovinei a fost anexată oficial de Uniunea Sovietică la 28 iunie 1940, în urma acceptării ultimatumului sovietic din 26 iunie 1940 de către Consiliul de Coroană al Regatului României. Primele unități de artilerie și cavalerie ale Armatei Roșii au trecut râul Nistru în după-amiaza zilei de 28 iunie 1940 și au ajuns în câteva ore la Cernăuți, vechea capitală a provinciei Bucovina, după care și-au continuat marșul către noua frontieră româno-sovietică.
Prim-secretarul Partidului Comunist din Ucraina, Nikita Hrușciov, a vizitat orașul Cernăuți în ziua de 4 iulie 1940 și a transmis o serie de indicații practice activiștilor comuniști de acolo. În ciuda pretențiilor că nordul Bucovinei era o regiune etnică ucraineană, mai mulți activiști politici și culturali sovietici au trebuit în perioada imediat următoare să depună eforturi pentru adunarea de informații cu privire la teritoriul recent anexat în scopul stabilirii acțiunilor administrative ce urmau a fi implementate. Activiștii culturali sovietici, specializați în propagandă, au încropit rapid articole cu privire la teritoriul recent anexat, pe baza materialelor sumare pe care le-au avut la dispoziție. Articolele publicate în presa locală și unională preluau porțiuni mari din textul ultimatumului sovietic și descriau patetic „asuprirea” socială și națională din timpul stăpânirii românești, evidențiind, prin intermediul statisticilor, exploatarea economică a populației și gradul de înapoiere al regiunii. Acele articole au fost adunate apoi în broșuri care aveau scopul să-i ajute pe activiștii cu propaganda și, în același timp, să informeze populația cu privire la „unitatea etnică” a ei cu restul poporului ucrainean.
Un prim documentar sovietic despre încorporarea Basarabiei și nordului Bucovinei, intitulat Pe Dunăre (în rusă На Дунае, transliterat: Na Dunae, r. Ilia Kopalin⁠(en)[traduceți] și Iosif Poselski⁠(ru)[traduceți]), a fost realizat rapid de studiourile de știri din Moscova și Kiev și a fost lansat în primele zile ale lunii iulie. Realizat pe un ton informativ și triumfalist, documentarul sus-menționat susține existența unor legături vechi ale poporului moldovean cu poporul rus și prezintă momentul „eliberării” Basarabiei de către Armata Roșie, precum și imagini ale mizeriei populației asuprite de „stăpânitorii români” (filmate în mahalalele Chișinăului). Acest lungmetraj a fost difuzat la sfârșitul lunii septembrie 1940 în rețeaua cinematografică din Liov și, deși presa a anunțat că va avea loc o singură difuzare, a continuat să ruleze pentru o vreme în perioada următoare. Studiul Cinematografic din Kiev a trimis apoi echipe speciale de filmare în regiunea Cernăuți pentru a realiza cronici informative cu privire la situația actuală a Bucovinei sovietice: prima echipă a sosit în regiune la începutul lunii august 1940 și pe parcursul a zece zile a efectuat reportaje la Cernăuți și în satele bucovinene despre noile condiții de muncă de la fabrica de cauciuc, dispariția șomajului și organizarea noilor efective ale miliției, iar o a doua echipă a venit în martie 1941 și a filmat de această dată activitățile desfășurate în laboratoarele Universității din Cernăuți și în colhozurile nou înființate, precum și transportul lemnului pe râul Ceremuș de la Putila până la Vijnița.

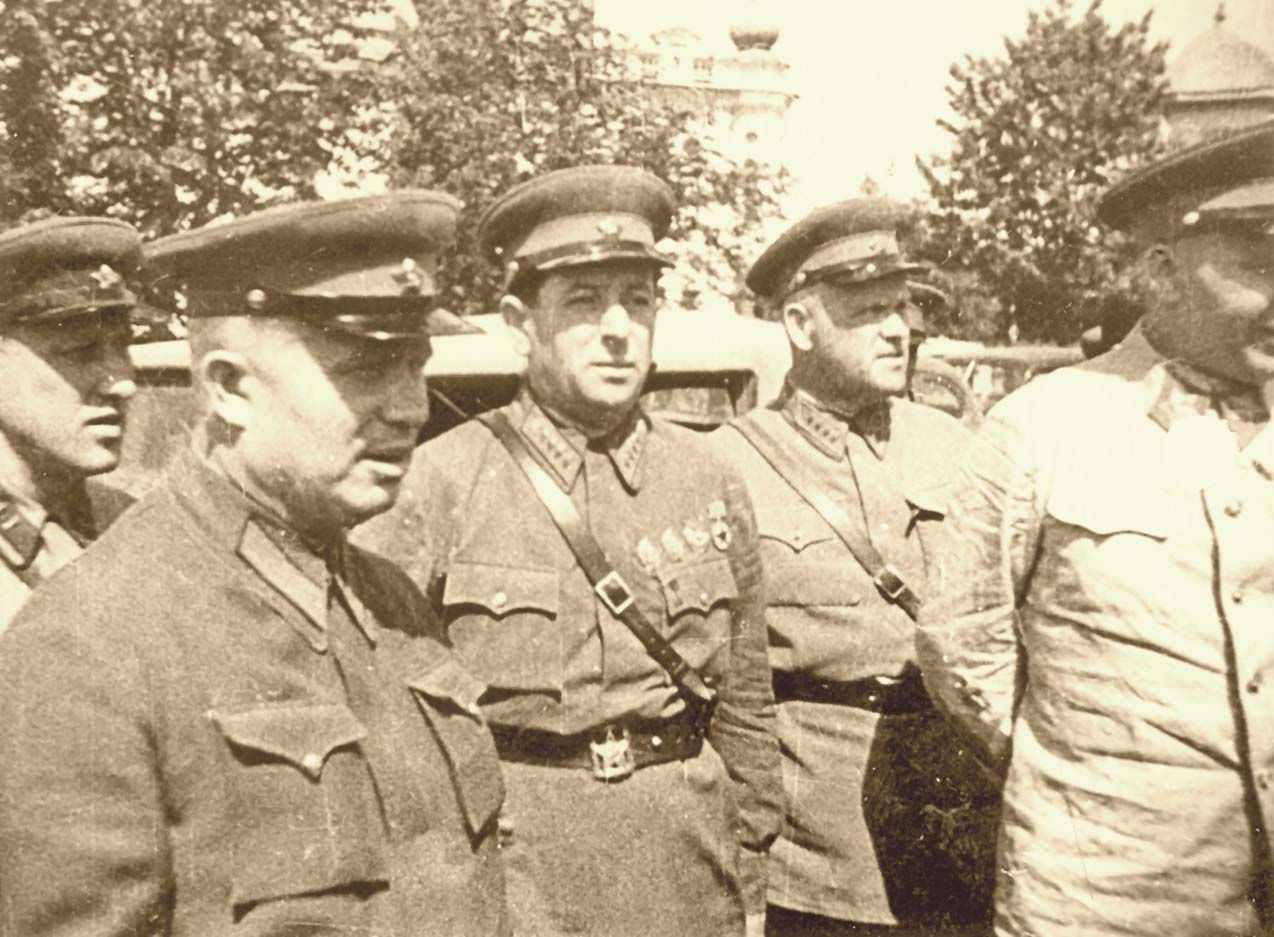
Prim-secretarul republican Nikita Hrușciov, comisarul politic Lev Mehlis, generalul Gheorghi Jukov și mareșalul Semion Timoșenko la Chișinău (4 iulie 1940)

Partidul Comunist din Ucraina, care cunoștea importanța cinematografiei ca mijloc de propagandă, a depus eforturi intense pentru extinderea rețelei de cinematografe în nordul Bucovinei în primul an de după anexare și a urmărit să difuzeze filme cu un puternic conținut ideologic pentru a influența gândirea noilor cetățeni sovietici. Singurele cinematografe din Cernăuți care și-au continuat activitatea după anexare și au funcționat în primele săptămâni au fost „Central” și „Apollo”. Potrivit informațiilor publicate în articolul „Uspih radeanskîh filmiv” (Успіх радянських фільмів, în traducere „Succesul filmelor sovietice”) din ziarul regional Radeanska Bukovîna (Радянська Буковина), cele două cinematografe au difuzat șase filme în perioada cuprinsă între ultimele zile ale lunii iunie și sfârșitul lunii iulie: Lenin în 1918, Stepan Razin, Luptătorii, Moldova Sovietică (Советская Молдавия), Tractoriștii și Balticii și au fost frecventate în total de 80.000 de spectatori. Gama de filme difuzate s-a lărgit ulterior cu producții precum Ceapaev (care a rulat la „Apollo” de patru ori pe zi), Suvorov, Fata fără zestre, Siberienii, Dubrovski etc. Un aspect demn de remarcat este faptul că administrația cinematografelor din nordul Bucovinei a difuzat în cursul anului 1940 doar filme realizate de studioul central Mosfilm și nici măcar un singur film realizat de Studioul Cinematografic din Kiev, deși existau la acea vreme suficiente filme valoroase cu tematică ucraineană: Taras Treasîlo, Mîkola Djerea sau Borîslavul râde. Primul film ucrainean proiectat la cinematografele din nordul Bucovinei a fost Karmeliuk, care a avut premiera pe pe 18 martie 1941. Necesitățile propagandistice au impus creșterea popularizării filmelor și în acest scop a fost introdusă special, începând din 23 iulie 1940, o rubrică nouă intitulată „Kino” (Кіно, în traducere „Cinema”) în pagina 2 a ziarului Radeanska Bukovîna. În notele publicate în cadrul acelei rubrici cititorii bucovineni erau informați atât despre filmele difuzate în cinematografele regionale, cât și despre activitatea de producție pe teritoriul RSS Ucrainene a unor filme sovietice ca Makar Neceai (1940) sau Valeri Cikalov (1941).
Rețeaua cinematografică din nordul Bucovinei s-a extins semnificativ până la sfârșitul anului 1940 și a ajuns la un număr de 26 de săli de cinema prin redeschiderea unor cinematografe vechi și prin înființarea altora noi. Cinematografele nou deschise au primit nume conforme cu ideologia regimului sovietic: „Octombrie”, „Pionier”, „Comsomoliștii”, „Ucraina”, „Gorki”, iar cele două cinematografe vechi au fost redenumite: „Central” a devenit „Iuri Fedkovîci” și „Apollo” – „Olha Kobîleanska”. Graba autorităților pentru îndeplinirea instrucțiunilor politice a determinat uneori situații absurde, precum transformarea în cinematograf raional a vechii închisori din Zastavna. Impactul celei de-a șaptea arte în regiunea anexată a devenit tot mai puternic prin construirea de cinematografe noi (începând din aprilie 1941) în localități rurale mai mari ca Bănila pe Siret și Seletin și prin organizarea mai multor caravane cinemtografice care cutreierau periodic satele regiunii, cu scopul de a influența conștiința maselor populare (inclusiv a țăranilor huțuli care nu mai văzuseră filme până atunci). Ca urmare a neîncrederii populației locale, caravanele cinematografice erau precedate de agitatori trimiși de comitetul raional de partid, care purtau conversații cu publicul, căutând să-l convingă de „binefacerile” regimului sovietic, de utilitatea colhozurilor, de necesitatea combaterii naționalismului și de eforturile făcute de stat și de „tătucul” Stalin pentru dezvoltarea Bucovinei și, în același timp, să-i explice mesajul ideologic al filmului. Rezultatul acestei politici a fost vizionarea de filme sovietice de către 970.000 de bucovineni în primele cinci luni ale anului 1941.

## Producție

### Realizatorii filmului

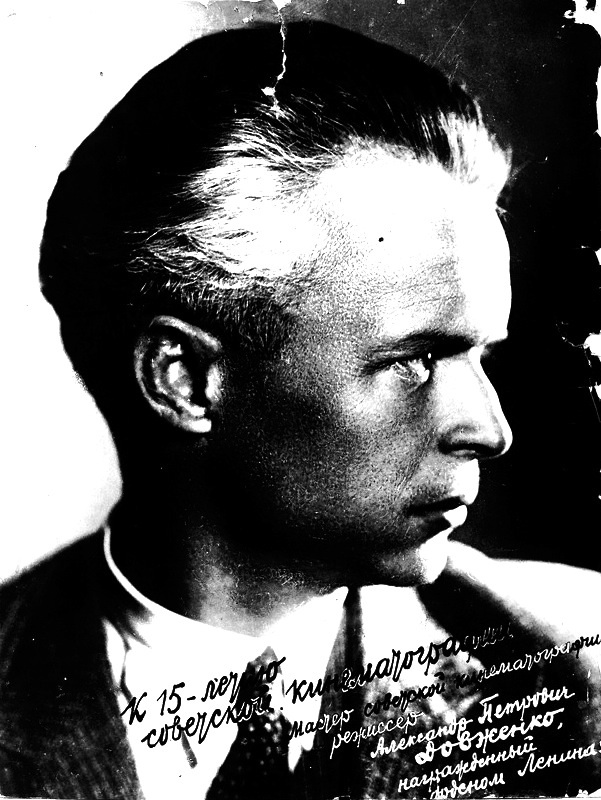
Regizorul ucrainean Oleksandr Dovjenko (1894–1956), coordonatorul artistic al filmului

Cineastul ucrainean Oleksandr Dovjenko (1894–1956) își începuse cariera cinematografică în anii 1920 și fusese apropiat de cercurile artistice care susțineau dezvoltarea culturii ucrainene și eliberarea ei de influențele rusești. A crezut sincer în ideologia comunistă la începutul carierei sale, a fost devotat Partidului Comunist și conducătorului suprem I.V. Stalin și, deși a fost un produs al „Renașterii culturale ucrainene⁠(en)[traduceți]” și un susținător al politicii de ucrainizare, a fost scutit de soarta tragică a unor membri ai acelor cercuri precum scriitorul Mîkola Hvîlovîi (1893–1933) și liderul politic Mîkola Skrîpnîk (1872–1933). Dovjenko a supraviețuit epurărilor de la sfârșitul anilor 1930, dar a fost însă aspru criticat pentru accentele naționaliste ale creațiilor sale (îndeosebi pentru imaginea poetică a satului patriarhal și a țăranilor) și nevoit să abandoneze pentru o vreme temele ucrainene în filmele sale.
Filmul Pământ (1930), considerat ulterior ca fiind capodopera lui Dovjenko și unul dintre cele mai bune filme realizate vreodată, a fost interzis și Ivan (1932), primul său film sonor, a avut parte de recenzii nu prea favorabile, iar arestarea lui Dovjenko părea iminentă; cineastul a acceptat comanda realizării filmului ideologic Aerograd (1935), care provenea chiar de la Stalin, și a plecat la Moscova. Pentru a scăpa de suspiciunile că ar fi naționalist și a-și dovedi atașamentul față de ideologia sovietică și de conducătorul suprem, el a realizat filmul Șciors (1939), în care a reinterpretat istoria Ucrainei din perioada Revoluției Bolșevice potrivit politicii regimului totalitar. Realizarea lungmetrajului Șciors s-a desfășurat pe parcursul a patru ani sub controlul permanent al Kremlinului, iar Dovjenko a suferit în această perioadă un atac de cord. Filmul a avut premiera la 1 mai 1939 și a fost bine primit, fiind considerat „ideologic corect”: a fost vizionat în prima săptămână de peste 31 de milioane de spectatori, a avut parte de recenzii entuziaste în presă și l-a mulțumit pe Stalin pentru că a evitat unele aspecte ambigue ale morții ofițerului Mîkola Șciors (1895–1919) și a creat un nou mit al eroului sovietic.
Ca urmare a faptului că Studioul Cinematografic din Kiev realiza la început doar filme în limba rusă, Dovjenko a reușit să obțină în anul 1938 de la Nikita Hrușciov, care fusese numit recent în funcția de prim-secretar al Partidului Comunist din Ucraina, permisiunea realizării de filme în limba ucraineană. Convingerile sale comuniste și naționalismul său ucrainean l-au determinat să susțină „campania de eliberare” a teritoriilor locuite de ucraineni din Polonia și România și să desfășoare o activitate vastă de propagandă în rândul populației locale pentru a o convinge să devină loială autorităților sovietice. În activitatea sa artistică, Dovjenko a căutat să împace internaționalismul ideologiei sovietice cu naționalismul său etnic ucrainean. Cineastul a fost un susținător al ideii purității etnice ucrainene și a avut în același timp sentimente antievreiești, considerând că evreii nu aparțineau poporului ucrainean și că „au infiltrat cultura ucraineană”. Cultura ucraineană putea fi dezvoltată, în opinia sa, doar de etnicii ucraineni și de frații lor slavi. În consecință, filmele sale au descris exclusiv doar suferința poporului ucrainean, care era considerat un „popor martir”, și au ignorat complet suferința colectivă (sau individuală) a evreilor ucraineni.
Istoricii de film îl includ pe Dovjenko printre maeștrii cinematografiei sovietice, alături de Serghei Eisenstein, Vsevolod Pudovkin și Dziga Vertov, și susțin că el a creat filme „unice în exprimarea rapidității și frumuseții existenței, a continuității vieții și a inevitabilității și frumuseții morții”, care l-au făcut să fie considerat un artist clasic de renume mondial al cinematografiei sovietice. Cineastul sovietic s-a dovedit un idealist și a reprezentat viața omului în relație cu societatea căreia îi aparține. Ciclurile vieții sunt prezentate adesea într-un mod poetic prin intermediul simbolurilor și al capacității omului de a transcende condiția sa și de a se dovedi o ființă mai nobilă decât îi permite societatea să fie. Filmele lui Dovjenko sunt considerate de critici o combinație între artă și propagandă, care se deosebesc de creațiile contemporanilor sovietici ai cineastului prin prezența unor simboluri poetice cu sensuri multiple.
Dovjenko a colaborat la unele dintre filmele sale cu soția sa, actrița rusă Iulia Solnțeva (1901–1989). Cei doi s-au întâlnit în 1928 la Odesa și au trăit împreună aproape 30 de ani, dar s-au căsătorit abia pe 7 mai 1950 la Moscova, ca urmare a faptului că regizorul nu divorțase încă de prima sa soție, Varvara Krîlova. Solnțeva, care ajunsese cunoscută pentru rolurile principale interpretate în filmele Aelita (1924) și Vânzătoarea de țigări de la Mosselprom (1924), a abandonat cariera de actriță după întâlnirea lui Dovjenko (ultimul ei rol a fost în filmul Pământ (1930)) și a devenit o colaboratoare a cineastului la toate filmele sale viitoare, inclusiv la filmele documentare. Începând din 1930 ea a fost mai întâi asistentă de regie la Pământ (1930), Ivan (1932) și Aerograd (1935), regizor secundar la Șciors (1939) și coregizor la Eliberarea (1940), Bukovina – zemlea ukrainskaia (1940), Bătălia pentru Ucraina Sovietică (1943), Victorie în Ucraina de pe malul drept (1944) și Miciurin (1948). Fosta actriță a suferit în plan ideologic o „convertire” la naționalismul ucrainean și a împărtășit, în același timp, sentimentele antievreiești ale soțului ei. Ea a continuat să regizeze și după moartea lui Dovjenko, realizând mai multe filme după scenariile rămase de la acesta, în care a reprodus cu talent stilul său regizoral, așa cum a afirmat cu privire la filmul Poemul mării (Poema o morie, 1958): „Trebuie să realizez acest film în conformitate cu concepția artistică a lui Dovjenko, eliminând orice urmă a viziunii individuale proprii”. Această imitație aproape fidelă a stilului cinematografic al lui Dovjenko a fost remarcată, printre alții, de criticul francez Georges Sadoul, care a scris entuziasmat într-o cronică a filmului Povestea anilor înflăcărați (1961) că „Iulia Solnțeva a păstrat minunat puterea și frumusețea stilului lui Dovjenko”.

### Un documentar precursor

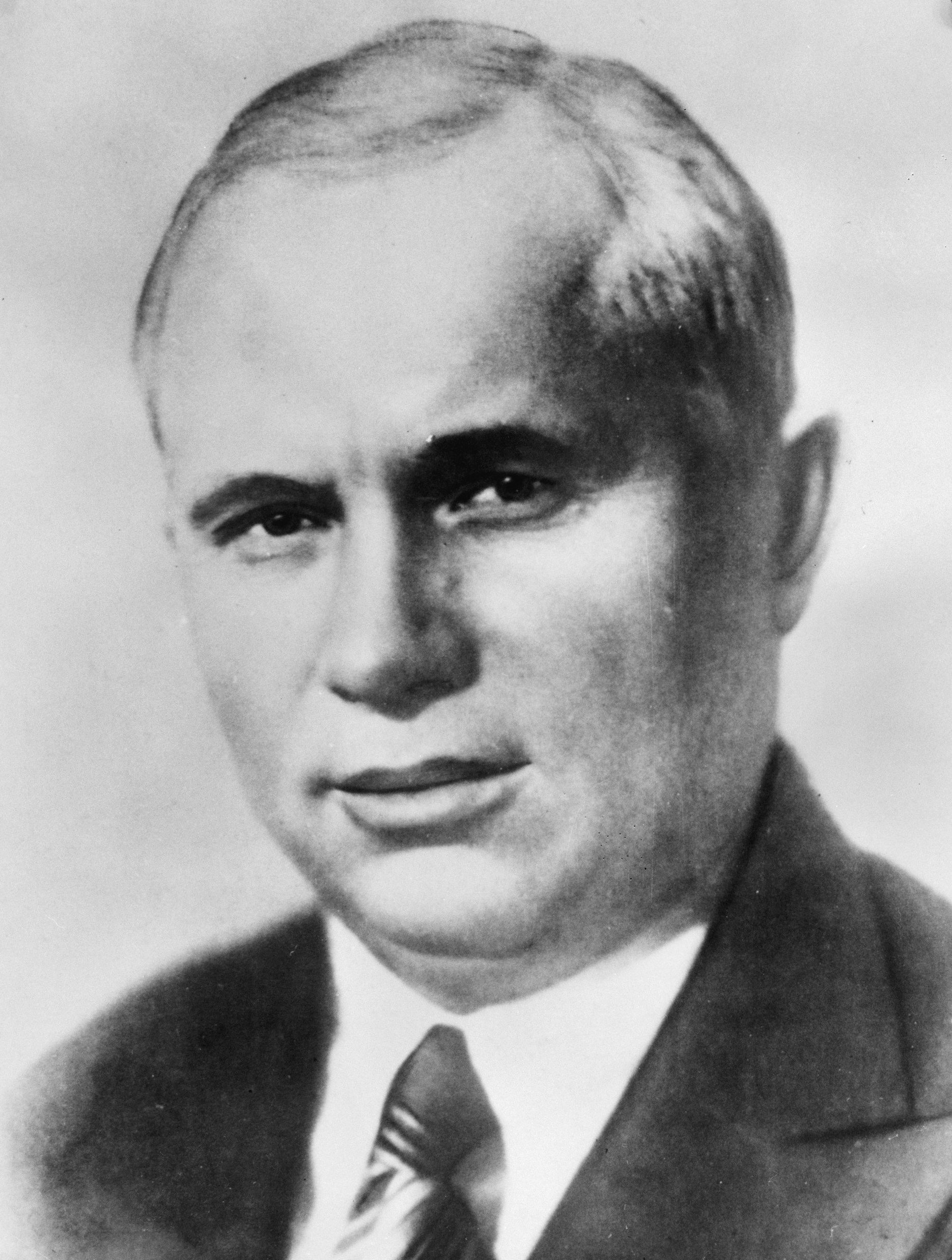
Nikita Hrușciov, prim-secretarul Partidului Comunist din Ucraina (1938–1947, 1947–1949), autorul ideii realizării celor două documentare

În anii de început ai celui de-al Doilea Război Mondial Dovjenko și Solnțeva și-au adus aportul la realizarea unor filme documentare de propagandă care creau imaginea „exclusivistă, iredentistă și bazată pe etnicitate” a reunificării Ucrainei. Criticii de film din perioada modernă consideră că un cineast nu avea o altă opțiune în epoca sovietică decât să respecte dispozițiile regimului politic care îi erau trasate de organele de partid și de guvernul republican sau unional.
Invadarea Poloniei de către Germania Nazistă la 1 septembrie 1939, evenimentul declanșator al celui de-al Doilea Război Mondial, l-a luat prin surprindere pe Oleksandr Dovjenko, care se afla în acea vreme în satul Iareskî din regiunea Poltava, unde locuia alături de scriitorul Sava Holovanivskîi. Potrivit criticului ucrainean Serhii Trîmbaci, cercetător al vieții și operei cineastului, după încheierea lucrului la filmul Șciors (1939), Dovjenko intenționa să realizeze o ecranizare a romanului Taras Bulba (1835) al lui Nikolai Gogol. Filmul Taras Bulba fusese inclus deja în planul de producție al anului 1940, iar cineastul și-a luat un concediu și s-a deplasat în satul Iareskî, unde filmase anterior Pământ (1930) și câteva scene din Ivan (1932) și unde poate că plănuia să filmeze unele scene ale următorului său film. Declanșarea invaziei germane în Polonia – care fusese precedată de încheierea în 23 august 1939 la Moscova a unui pact de neagresiune între URSS și Germania (cunoscut ca Pactul Ribbentrop-Molotov), prin care Europa de Est a fost împărțită în sfere de influență ale celor două țări – a schimbat însă planurile artistice ale lui Dovjenko. Invazia germană în Polonia a fost urmată de o invazie sovietică, iar trupele Armatei Roșii au trecut la 17 septembrie 1939 granița sovieto-polonă, încălcând tratatul de neagresiune dintre cele două țări, și au ocupat la 22 septembrie 1939 orașul Liov. Invazia sovietică a fost justificată prin necesitatea protejării populației ucrainene și bieloruse din vestul Ucrainei și vestul Belarusului și a reunificării popoarelor ucrainene și belaruse într-un singur stat.
Astfel, în toamna anului 1939, după Invazia sovietică în Polonia, autoritățile politice ucrainene l-au trimis pe Dovjenko în teritoriile estice ale Poloniei (cunoscute sub denumirea Kresy), care fuseseră anexate de Uniunea Sovietică și încorporate în RSS Ucraineană și RSS Bielorusă, cu sarcina de a filma documentarul propagandistic Eliberarea (în rusă Освобождение, transliterat: Osvobojdenie, în ucraineană Визволення, transliterat: Vîzvolennea) despre „reunificarea” provinciilor Galiția și Volînia cu Ucraina Sovietică. S-au mai păstrat puține documente cu privire la realizarea filmului Eliberarea, o mare parte fiind distruse în timpul războiului, și nu există, de asemenea, prea multe informații despre această perioadă nici în jurnalele lui Dovjenko. Ordinul de intrare a filmului în producție, descoperit în Arhiva Centrală de Stat și Muzeul de Literatură și Artă din Kiev, conține data de 23 septembrie 1939, dar în partea de jos a documentului se menționează că lucrările pregătitoare au început în 16 septembrie. Singurele mărturii istorice care dezvăluie contextul politico-ideologic al filmărilor sunt doar unele fragmente de amintiri ale contemporanilor regizorului. Ideea realizării acestui documentar i-a aparținut secretarului general al Partidului Comunist al RSS Ucrainene, Nikita Hrușciov, așa cum reiese dintr-un fragment al memoriilor Iuliei Solnțeva (scrise în anii 1970 și la începutul anilor 1980 și publicate în volumul Dovjenko bez grîmu, 2014), iar echipa de filmare, însoțită de mai mulți scriitori sovietici, printre care se afla și Viktor Șklovski, a plecat cu autobuzul în teritoriile poloneze ocupate după intrarea Armatei Roșii în Liov.
Cineastul a lucrat timp de aproximativ două luni în Galiția „ca lucrător politic și șef al unei echipe de filmare”, potrivit unei autobiografii publicate în decembrie 1939, a colaborat cu cameramanul rus Iuri Ekelciuk (cu care filmase anterior lungmetrajul Șciors) și a purtat, la fel ca restul membrilor echipei, o uniformă militară. Filmul, care a fost coregizat de Dovjenko și Solnțeva, prezenta publicului sovietic intrarea triumfală a Armatei Roșii în orașele provinciilor anexate, instaurarea puterii sovietice, fericirea populației ucrainene „eliberate” de asuprirea și de mizeria din vremea stăpânirii poloneze secvențe de la Adunarea Populară a Ucrainei de Vest (care a avut loc în perioada 26–28 octombrie în incinta Operei din Liov), de la o adunare similară a poporului din Belarus (care a avut loc la Białystok), de la sesiunea extraordinară a Sovietului Suprem al URSS din 1 noiembrie 1939 (la care delegații din vestul Ucrainei și vestul Belarusului au solicitat includerea acestor teritorii în componența URSS) și de la sesiunea extraordinară a Radei Supreme a RSS Ucrainene de la Kiev din 14 noiembrie 1939 (în care s-a aprobat includerea Ucrainei de Vest în RSS Ucraineană), precum și o paradă militară și o demonstrație de bucurie a populației civile, care a avut loc după încheierea Adunării Populare de la Liov.

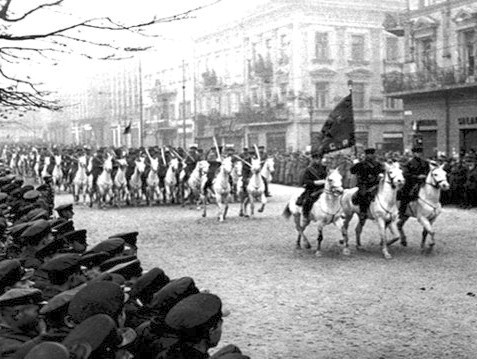
Parada cavaleriei sovietice din orașul Liov (28 septembrie 1939)

Filmul propagandistic al lui Dovjenko folosea expresii cu conotații naționaliste precum „unificarea Ucrainei” sau „străvechii Munți Carpați Slavi s-au alăturat Marii Ucraine Sovietice” și prezenta grupurile etnice slave într-un mod omogenizator (astfel, huțulii au fost descriși ca munteni ucraineni). Echipa de filmare a călătorit în mai multe locuri din vestul Ucrainei: Dobrușîn, Halîci, Stanislav, Colomeea, Cosău, Ternopil, Lavra Poceaiv, Drohobîci și Borîslav, precum și în orașele Przemyśl (împărțit în acea vreme între Germania Nazistă și URSS) și Białystok (încorporat în anul 1939 în RSS Bielorusă), ambele retrocedate Poloniei după război. În timpul filmărilor, cineastul a admirat peisajul montan al satului huțul Jabie (azi orașul Verhovîna din regiunea Ivano-Frankivsk) de pe malul râului Ceremușul Negru și a revitalizat ideea realizării unui film despre haiducul Oleksa Dovbuș (care a fost realizat după aproape 20 de ani sub titlul Haiducul de pe Ceremuș). Dovjenko a apărut în mai multe cadre ale filmului și, îmbrăcat în uniformă militară, a ținut la un moment dat un discurs către țăranii huțuli, în care a prezentat „beneficiile” aduse de „eliberatorii” sovietici. Anexarea acelor teritorii de către Uniunea Sovietică urma să pună capăt, potrivit propagandei, asupririi naționale, înapoierii social-economice și „vieții provinciale” a micilor orașe galițiene (care aveau în acea vreme o populație evreiască semnificativă).
Activitatea de producție a filmului a continuat în cursul anului 1940, iar ziarul Za bilșovîțkîi front (în ucraineană За більшовицький фронт, în traducere „Pentru frontul bolșevic”) anunța la sfârșitul lunii mai 1940 că procesul de postproducție era aproape încheiat și că filmul urma a fi predat studioului în 26 mai. Potrivit Raportului anual al Studioului cinematografic din Kiev din 1940, lungmetrajul Eliberarea a fost finalizat în data de 30 iunie 1940, a fost depus pentru avizare pe 6 iulie la Comitetul de Stat al URSS pentru Cinematografie și a obținut avizul în 12 iulie. Filmul a avut premiera în 25 iulie 1940 în două versiuni (una în limba rusă, mai scurtă, și alta în limba ucraineană, mai lungă) și a avut pe genericul de început un subtitlu lung: „pământurile ucrainene și belaruse aflate sub asuprirea domnilor polonezi și reunificarea popoarelor frățești într-o singură familie” (українських та білоруських земель від гніту польських панів та возз’єднання народів-братів в єдину сім’ю). Recenziile publicate în perioada premierei au fost puține și în mare parte favorabile, dar, după o serie de proiecții organizate în perioada septembrie–noiembrie 1940 în vestul Ucrainei, filmul a dispărut din cinematografele sovietice și nu a mai fost difuzat pentru o lungă perioadă de timp.
Motivul principal al ignorării ulterioare a filmului l-a constituit schimbarea propagandei oficiale sovietice cu privire la cauzele declanșării celui de-al Doilea Război Mondial: documentarul lui Dovjenko nu menționa nimic despre Invazia Germaniei în Polonia, arunca responsabilitatea declanșării celui de-al Doilea Război Mondial asupra Poloniei, pe care o numea „stat artificial”, și prezenta imagini ale rezistenței poloneze și bombardamentelor sovietice, iar toate acestea contraziceau noua propagandă a eliberării sovietice a Poloniei de sub ocupația germană. Existau și alte aspecte deranjante: imaginea unor prizonieri polonezi care au fost ulterior deportați în Siberia sau masacrați la Katyń, prezența printre membrii Adunării Poporului din Ucraina de Vest a compozitorului Vasîl Barvinskîi (deportat ulterior timp de 10 ani în Siberia) și inginerului și scriitorului Petro Franko (fiul lui Ivan Franko, asasinat de NKVD ca „naționalist” ucrainean) sau imaginea unei paze sovietice extrem de grijulii a Teatrului de Operă din Liov în timpul ședinței Adunării Poporului din Ucraina de Vest. Astfel, în ciuda unei tratări generoase a majorității filmelor lui Dovjenko în presa sovietică, cronicile și recenziile dedicate acestui documentar sunt puține și destul de sumare. Criticii din epoca modernă susțin că Eliberarea nu este un film documentar prea reușit și că numărul mic de informații disponibile s-ar datora faptului că regizorul considera că nu avea prea multe motive să se laude cu realizarea lui și că este posibil să-i fi fost rușine.
Cu toate că este menționat în majoritatea dicționarelor și ghidurilor cinematografice sovietice, Eliberarea este inclus în rândul seriei de filme propagandistice realizate în perioada celui de-al Doilea Război Mondial și descris prin fraze clișeistice, conforme ideologiei epocii, cum ar fi: „Stilul lirico-epic al lui Dovjenko a câștigat victorii nu numai în cinematografia artistică, ci și în cea documentară. Cronicile documentare «Eliberarea» (1940), «Bucovina Sovietică» (1940), «Bătălia pentru Ucraina Sovietică» (1943) și «Victorie în Ucraina de pe malul drept și alungarea invadatorilor germani de pe pământurile sovietice ucrainene» (1945), care au surprins la fața locului marile evenimente din istoria poporului ucrainean, completează organic filmografia artistică a Dovjenko. Merită remarcate în special ultimele două filme dedicate Marelui Război pentru Apărarea Patriei” (Дмитро Шлапак, Олександр Довженко. Життя і творчість, 1964). Criticul ucrainean postsovietic Roman Korohodskîi a considerat Eliberarea drept un „eșec artistic” al lui Dovjenko, care, pentru prima dată, nu a reușit să combine armonios arta sa cinematografică cu mesajul ideologic cerut, lăsându-l pe acesta din urmă să prevaleze.

### Pregătiri

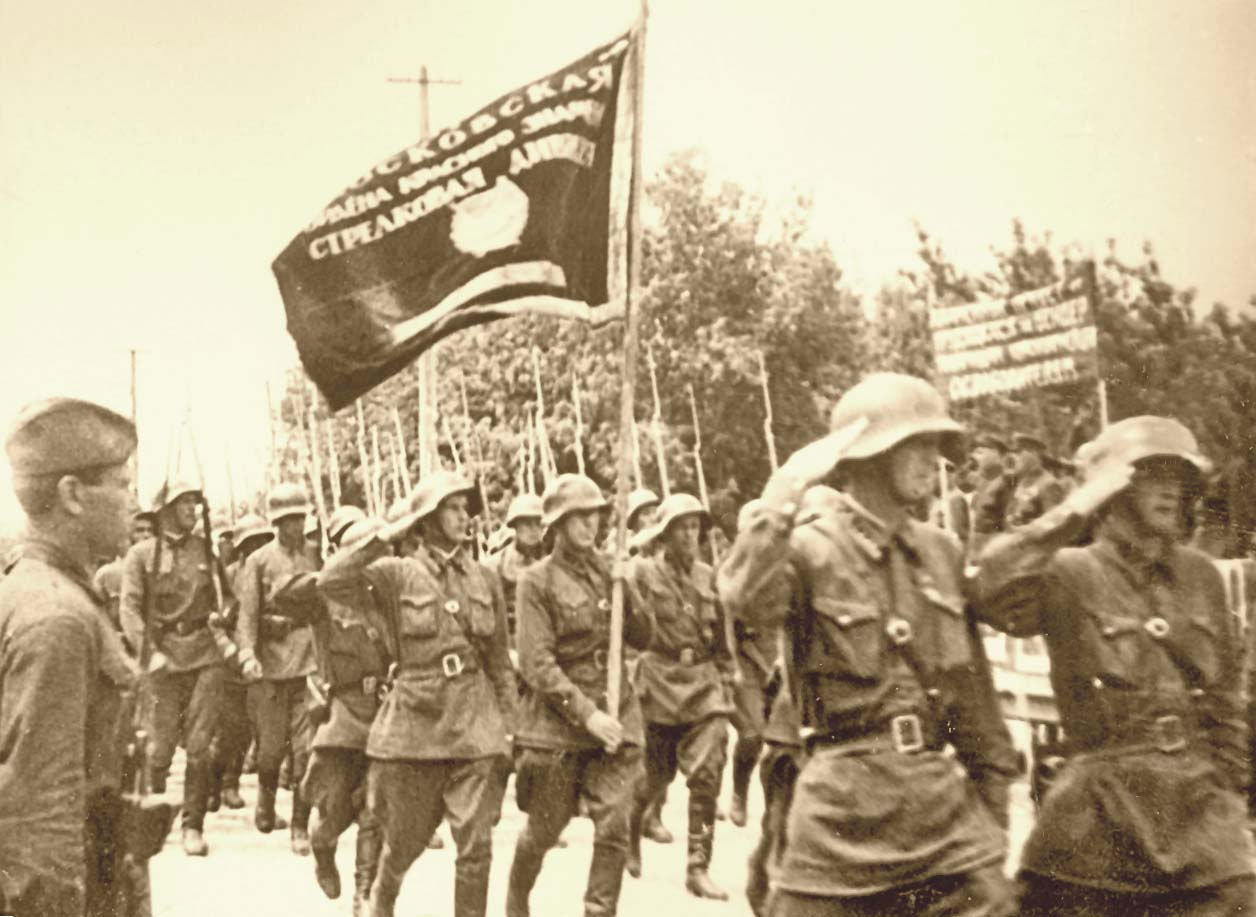
Intrarea militarilor Armatei Roșii în Basarabia și nordul Bucovinei (iunie 1940)

Oleksandr Dovjenko intenționa că după încheierea realizării acestui film documentar să înceapă lucrul la scenariul ecranizării romanului Taras Bulba: el semnase un contract cu Studioul Cinematografic din Kiev încă din 4 aprilie 1940 și primise deja un avans, iar termenul predării scenariului era 1 iulie 1940. Cu toate acestea, planurile cineastului au trebuit să fie pentru a doua oară amânate datorită anexării de către Uniunea Sovietică a Basarabiei și Bucovinei de Nord în vara anului 1940.
În primele zile din iulie 1940, imediat după intrarea trupelor sovietice pe teritoriul nordului Bucovinei la 28 iunie 1940, un ziar local din Cernăuți anunța că „forțele culturale sovietice au sosit la Cernăuți [...] pentru a realiza un film documentar despre instaurarea puterii sovietice în Bucovina”. De asemenea, ziarul Vilna Ukraiina (Вільна Україна, în traducere „Ucraina liberă”), organul comitetului regional și comitetului orășenesc din Liov ale Partidului Comunist din Ucraina, publica în ediția sa din 5 iulie 1940 o notă scurtă intitulată „Film despre Basarabia eliberată” (Фільм про визволену Бессарабію), care menționa următoarele: „Împreună cu unitățile avansate ale Armatei Roșii, operatori de film au intrat pe pământul Basarabiei. Ei au filmat deplasarea primului tanc care a trecut granița, podul de la Bender, întâlnirea cu populația a soldaților și comandanților Armatei Roșii”. Informații mai detaliate erau publicate zece zile mai târziu, în ediția din 14 iulie 1940 a aceluiași ziar: „Un grup expediționar al Studioului Cinematografic Odesa se află la Akkerman. El filmează un film pe tema «Restabilirea puterii sovietice în Basarabia eliberată», sub conducerea regizorului O. Dovjenko. Filmul va prezenta populația din Tatarbunar, care a luptat eroic în anul 1924 împotriva boierilor români, întâlnirea muncitorilor cu Armata Roșie, eliberarea deținuților politici din închisoarea Akkerman și alte secvențe documentare”. Nota respectivă conținea mai multe erori: echipa de filmare nu provenea de la Studioul Cinematografic din Odesa, ci de la Studioul Cinematografic din Kiev, „restabilirea puterii sovietice” era un fals, deoarece Basarabia și nordul Bucovinei nu se aflaseră niciodată sub puterea sovietică, iar restul informațiilor erau prezentate din perspectiva ideologiei sovietice, conform căreia preluarea în stăpânire a acelor teritorii era considerată o „eliberare” și o „restabilire a dreptății istorice”.
Ca urmare a anexării nordului Bucovinei la Ucraina Sovietică, Studioul Cinematografic din Kiev a inclus în planul de producție al anului 1940, conform instrucțiunilor lui Stalin, un scurtmetraj documentar intitulat „Bucovina Sovietică” (în ucraineană Радянська Буковина, transliterat: Radeanska Bukovîna), al cărui gen era, conform documentelor, „artistic-etnografic”. Ordinul de intrare a filmului în producție este datat 20 august, dar documentele oficiale consemnează că pregătirea realizării acestui film a început în 20 iulie 1940, cu toate că, potrivit relatării din presa epocii și caracterului urgent al noii producții, este posibil ca filmările să fi început chiar mai devreme. Cheltuielile ocazionate de realizarea filmului au fost suportate din bugetului studioului, deoarece devizul noului film a fost aprobat oficial abia pe 3 septembrie.
O echipă de producție, condusă de regizorul ucrainean Oleksandr Dovjenko și de partenera sa de viață, Iulia Solnțeva, se deplasase deja la Cernăuți și începuse să lucreze la realizarea filmului documentar. Acest film urma să prezinte anexarea nordului Bucovinei de către Uniunea Sovietică din iunie 1940 și beneficiile aduse de ocupanții sovietici și era menționat în documentele de producție ale studioului de film din Kiev cu două nume ucrainene ușor diferite: „Bucovina – pământ ucrainean” (Буковина – земля українська) și „Bucovina Sovietică – pământ ucrainean” (Радянська Буковина – земля українська) (sau „Bucovina Sovietică”). Dovjenko a fost încântat de atmosfera pitorească din Bucovina și a numit Cernăuțiul un „oraș minunat, cultural și plăcut”, adăugând că „A trăi într-un astfel de oraș este o adevărată plăcere. Iar bucovinenii trăiesc mai bine decât populația din RSSU.”.

### Filmări

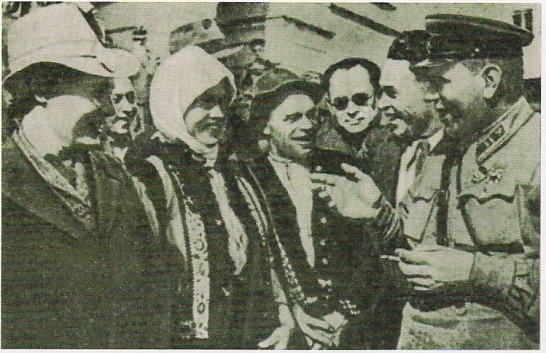
Primele contacte ale bucovinenilor cu ofițerii sovietici în iunie 1940

Ca urmare a faptului că Dovjenko a trebuit să se întoarcă la Kiev pentru finalizarea lungmetrajului Eliberarea (care a fost lansat în 25 iulie 1940), filmarea acestui documentar a fost realizată efectiv de actrița și regizoarea rusă Iulia Solnțeva, partenera de viață și colaboratoarea profesională a cineastului, în timp ce Dovjenko a fost coordonatorul artistic al filmului. „O moscovită nativă, care nu știa nimic până atunci despre istoria sau cultura acestei părți a Ucrainei, a filmat în scurta perioadă de timp petrecută aici un fals tradițional pentru acea vreme”, scria ulterior jurnalistul și criticul ucrainean Mîkola Tîmoșîk. Acest film este prima creație regizorală realizată complet independent de Iulia Solnțeva, care a fost menționată pentru prima oară ca regizor unic. Cu toate acestea, Solnțeva nu a fost lăsată complet singură și a beneficiat de ajutorul lui Lazar Bodîk⁠(ru)[traduceți], asistentul de regie obișnuit al lui Dovjenko.
În ciuda acestei realități, mai multe surse documentare sovietice, precum monografia Олександр Довженко. Життя і творчість (1964, în traducere „Oleksandr Dovjenko. Viața și opera”) a criticului de teatru și film Dmîtro Șlapak, atribuie documentarul Bukovina – zemlea ukrainskaia cineastului Dovjenko. Numele lui Dovjenko nu apare însă pe genericul filmului, însă cineastul și istoricul de film Oleh Ciornîi identifică mai multe asemănări tematice și ideologice între Eliberarea și Bucovina Sovietică și presupune că Dovjenko a avut, de asemenea, o contribuție semnificativă la realizarea celui de-al doilea documentar, dar nu a lansat filmul sub propriul său nume deoarece fie nu i-a permis funcția de director artistic al studioului (în care a fost numit la sfârșitul anului 1940), fie a fost interesat să-i ofere Iuliei Solnțeva ocazia de a fi menționată ca unic regizor. Director de imagine a fost Ivan Șekker, care a fost asistat la rândul său de operatorul Konstantin Bogdan⁠(ru)[traduceți], iar muzica filmului a fost compusă de Borîs Leatoșînskîi, cel care compusese anterior muzica filmului Eliberarea. Inginer de sunet a fost Oleksandr Babii.
Scurtmetrajul documentar, care a purtat inițial subtitlul „O schiță istorico-etnografică a regiunii” (în rusă Очерк из истории и этнографии края, transliterat: Ocerk iz istorii i etnografii kraia), a urmărit să popularizeze particularitățile noului teritoriu dobândit în rândul populației Uniunii Sovietice și să constituie, de asemenea, o bază importantă pentru colonizarea culturală a provinciei în primele luni ale ocupației sovietice. Au fost combinate în acest scop secvențe reale filmate în perioada interbelică la Cernăuți cu secvențe noi filmate în prezent de echipa de propagandă cinematografică venită de la Kiev. Echipa de filmare i-a plătit pe unii locuitori ai orașului Cernăuți ca să apară ca figuranți în film, i-a îmbrăcat cu anumite haine și le-a explicat cum trebuie să se comporte în fața camerei. Evreul cernăuțean Peter Demant⁠(en)[traduceți], care a devenit ulterior victimă a persecuțiilor sovietice și s-a remarcat apoi ca memorialist rus, a apărut în acest documentar ca „român”. Iulia Solnțeva a mai filmat, printre altele, o nuntă reală în satul Toporăuți din raionul Noua Suliță, ocazie cu care a prezentat tradițiile de nuntă și costumele populare din regiunea bucovineană. În ciuda eforturilor depuse, activitatea de producție nu a decurs satisfăcător din cauza deficitului de peliculă (situație cu care s-au mai confruntat și realizatorii altor filme ale studioului din Kiev), iar echipa de filmare a fost nevoită să efectueze o a doua expediție în Bucovina pentru a filma noi materiale. Nu se știe dacă, de această dată, Dovjenko a însoțit echipa și a coordonat al doilea set de filmări sau dacă tot Solnțeva a condus echipa de filmare. Deplasarea pentru a doua oară a echipei de filmare în provincia recent anexată a făcut ca durata de filmare, planificată inițial la 36 de zile, să se întindă până la 98 de zile și a contribuit la depășirea devizului, ceea ce a prelungit la rândul său termenul de realizare a filmului.

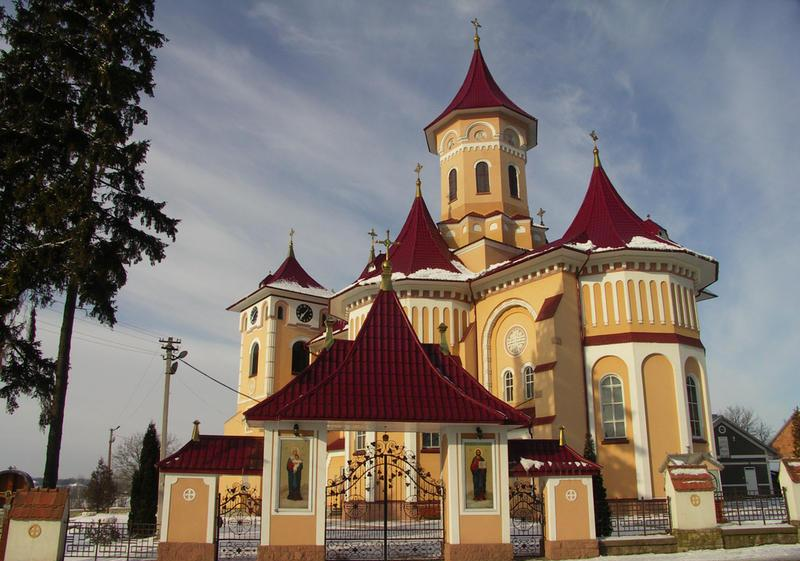
Noua biserică „Sf. Ilie” din Toporăuți, unde are loc nunta bucovineană

Regizoarea Iulia Solnțeva a folosit în acest film o formă nouă de narațiune cinematografică, creată anterior de Dovjenko în documentarul Eliberarea, care combina cadrele filmate cu un comentariu subiectiv ce nu se limita doar să informeze spectatorul și prezenta în plus o perspectivă a cineastului asupra evenimentelor redate. În opinia istoricului Oleh Ciornîi, această narațiune cinematografică este, de fapt, o combinație între documentare și jurnalism. Imaginile filmului Bukovina – zemlea ukrainskaia sunt prezentate și comentate cu „același patos semioficial” (potrivit criticului rus Iuri Tiurin⁠(ru)[traduceți]) de un narator nevăzut, așa cum a fost practica filmelor documentare sovietice până inclusiv în anii 1960. Din acest motiv, vocile persoanelor filmate nu sunt auzite, deși se observă că-și mișcă buzele, iar ceea ce spun este relatat publicului de către naratorul din off. Comentariul cu voce din off este prezent pe tot parcursul filmului și are uneori rolul de a sublinia anumite idei propagandistice ale filmului, precum în secvența în care apare pancarta pe care scrie „Se va vorbi românește”, al cărei text este tradus de trei ori în limba rusă pentru a evidenția represiunea lingvistică suferită de locuitorii ucraineni ai regiunii sub administrația românească. În mod ironic, filmul sovietic continuă această represiune prin faptul că nu permite să se audă vocile ucrainenilor bucovineni.
Realizarea filmului a avut loc „într-un climat de persecuție și neînțelegere” cu privire la activitatea lui Dovjenko (după cum considera istoricul Richard Barsam) și a fost încheiată până la sfârșitul anului 1940. Filmul complet are patru bobine și a fost montat chiar de Solnțeva. Lungimea peliculei este de 892 de metri, iar durata filmului este de 29 de minute. În cele două expediții cinematografice efectuate în Galiția și în nordul Bucovinei au fost filmate aproximativ 20.000 de metri de peliculă. Finalizarea procesului de producție a avut loc la 30 decembrie 1940, iar filmul a fost predat pentru avizare la Comitetul de Stat al URSS pentru Cinematografie în ultima zi a anului 1940.

### Urmări
După încheierea acestui scurtmetraj documentar, Dovjenko, care fusese numit în octombrie 1940 în funcția de director artistic al Studioului Cinematografic din Kiev, și primise responsabilitatea respectării indicatorilor de producție, precum și a direcției tematice și ideologice a filmelor, intenționa din nou să înceapă lucrul la ecranizarea Taras Bulba, a cărei intrare în producție fusese amânată pentru anul 1941. Cu toate acestea, rezultatele financiare ale studioului pe anul 1940 au fost negative ca urmare a faptului că marea majoritate a filmelor înregistraseră depășiri ale bugetului și prelungiri ale perioadei de producție din cauza lipsei de peliculă, iar finalizarea unor filme scumpe ca Bohdan Hmelnițki (1941) al lui Ihor Savcenko fusese reprogramată pentru anul următor. Filmul Taras Bulba necesita, la rândul său, fonduri financiare importante, de care studioul nu dispunea în acel context istoric complicat, iar, din acest motiv, Dovjenko a fost nevoit să renunțe la planurile sale cu privire la ecranizarea romanului lui Gogol.
În primăvara anului 1941 a avut loc prima decernare a Premiului Stalin: Dovjenko a fost distins, alături de actorii Evgheni Samoilov și Ivan Skuratov, cu Premiul Stalin cl. I pentru activitatea lor la filmul Șciors (1939), iar realizatorii filmului Pe Dunăre (cei doi regizori și cameramanii) au primit Premiul Stalin cl. a II-a. Cineastul ucrainean a fost evacuat din Kiev după declanșarea Războiului germano-sovietic în vara anului 1941 și a continuat să realizeze filme documentare precum Bătălia pentru Ucraina Sovietică (1943) și Victorie în Ucraina de pe malul drept (1944) atunci când industria cinematografică sovietică a fost pusă în slujba efortului de război, lucrând în același timp ca scenarist, corespondent de război și propagandist. Naționalismul ucrainean al cineastului a ieșit din nou la iveală în anii războiului în scenariul filmului Ucraina în flăcări, care a fost criticat aspru de Stalin, în discursul rostit în ședința din ianuarie 1944 a Biroului Politic al Partidului Comunist al Uniunii Sovietice, pentru că a sugerat că „sistemul colhozurilor a ucis demnitatea umană și sentimentul de mândrie națională al oamenilor...”.

## Difuzare
În anul 1941, după încheierea activității de producție, Bukovina – zemlea ukrainskaia a fost expediat de la Kiev în regiunile RSS Ucrainene (inclusiv în regiunea Cernăuți) și a avut parte, la fel ca și alte filme realizate de Dovjenko, de o difuzare extinsă în rețeaua cinematografică sovietică. Nu se cunosc date precise cu privire la difuzarea filmului, iar cineastul și istoricul de film ucrainean Oleh Ciornîi presupune că premiera oficială urma să aibă loc în preajma primei aniversări a anexării Bucovinei de Nord de către URSS (28 iunie 1941), dar a fost împiedicată de declanșarea Războiului Germano-Sovietic. Filmul a fost proiectat timp de câteva luni în mai multe sate și centre raionale din regiunea Cernăuți, inoculând, potrivit profesorului Mîkola Tîmoșîk de la Universitatea Națională de Cultură și Artă din Kiev, „viziunea moscovită asupra istoriei Bucovinei în mintea țăranilor”.
Documentarul propagandistic al lui Dovjenko a fost inclus printre materialele cinematografice care au fost difuzate obligatoriu în cinematografele din RSS Ucraineană și a ajuns să fie accesibil unui număr mare de spectatori. Populația provinciilor recent anexate a fost supusă unui proces intens de „culturalizare cinematografică”, ca urmare a faptului că filmul era considerat în acea vreme mijlocul principal pentru transmiterea mesajelor culturale și ideologice „corecte” ale autorităților politice. Autoritățile sovietice nu făceau în acea vreme vreo diferență între materialele științifice și materialele ideologice, iar ambele materiale erau considerate aprioric ca surse legitime de informații. Mesajele transmise prin filmele documentare și reportajele jurnalistice, care treceau prin filtrul cenzurii și erau aprobate, nu erau contestate și contribuiau la formarea conștiinței istorice. În aceste condiții, propaganda, oricât de ridicolă, dobândea valoare de adevăr.
Mitul „eliberării” nordului Bucovinei de către Armata Sovietică a devenit ulterior o temă populară a filmelor sovietice, fiind reprezentat, printre altele, în filmul Pasărea albă cu o pată neagră (1971) al lui Iuri Illienko⁠(d), care înfățișează soarta unei familii țărănești ucrainene din nordul Bucovinei (aflat la acea vreme sub stăpânirea românească) înaintea și în timpul celui de-al Doilea Război Mondial.

## Analiză critică
În ciuda importanței lor ca material de propagandă, cele două film documentare realizate de Oleksandr Dovjenko și Iulia Solnțeva în perioada de început a celui de-al Doilea Război Mondial, înaintea atacării Uniunii Sovietice de către Germania Nazistă, sunt tratate destul de sumar în literatura cinematografică din epoca sovietică. Cu toate acestea, unii cineaști au introdus cadre din cele două documentare în propriile lor filme, valorificând astfel bogatul material istoric și etnografic.
Asemănarea tematică și ideologică a celor două filme documentare a fost remarcată de mai mulți specialiști din epoca modernă: criticul francez de film Lubomyr Hoseyko (în ucraineană Любомир Госейко, transliterat: Liubomîr Hoseiko) scria în lucrarea Istoria cinematografiei ucrainene (1896–1995) (Історія українського кінематографа. 1896–1995, Kiev, 2005) că „aceste filme sunt asemănătoare între ele ca două picături de apă”, iar cineastul și istoricul de film Oleh Ciornîi, un specialist în istoria cinematografiei și culturii ucrainene, susținea că „însuși principiul de prezentare a materialului și montajul lui sunt foarte asemănătoare, iar stilul și intonațiile vocale ale textului narat în afara ecranului din «Bucovina Sovietică» mărturisesc în mod elocvent că Dovjenko a contribuit în mod semnificativ la scrierea acestuia”.

### Caracterul propagandistic al filmului

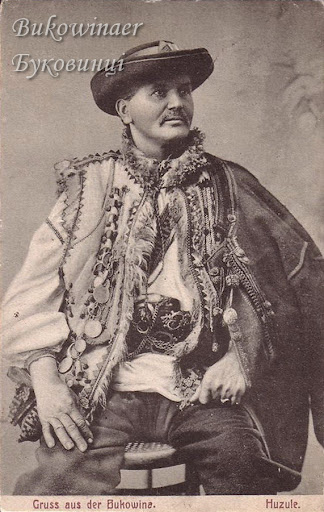
Huțul din Bucovina în costum popular, a cărui purtare este considerată în film un semn de protest împotriva asupritorilor

Bukovina – zemlea ukrainskaia este asemănător din mai multe puncte de vedere cu documentarul propagandistic Eliberarea, realizat tot de Dovjenko și Solnțeva, punând accentul pe mizeria și asuprirea populației ucrainene în vremea stăpânirii străine, pe bucuria „eliberării” ucrainenilor de către Armatei Roșii și pe „binefacerile” aduse de noul regim sovietic. Ca urmare a faptului că nordul Bucovinei era în acea perioadă un teritoriu mai puțin cunoscut, aproape ignorat în lucrările academice sovietice, cei doi cineaști au încercat să aducă informații utile cu privire la acest spațiu geografic îndepărtat. Filmul are un caracter informativ și de observație, prezentând atât particularitățile cultural-etnografice ale noului teritoriu dobândit, cât și tematica propagandistică tipică („asuprirea” socială și națională din timpul stăpânirii românești, „unitatea etnică” a populației provinciei cu poporul ucrainean și „eliberarea” acelui teritoriu de către Uniunea Sovietică).
Dovjenko și Solnțeva au schițat o „imagine colonialistă” a ucrainenilor bucovineni, care aveau tradiții culturale exotice, dar trăiau într-o stare înspăimântătoare de sărăcie și înapoiere și trebuiau să fie „eliberați” de frații lor de sânge. Nu este astfel deloc surprinzător că filmul conține numeroase scene pitorești din viața huțulilor (dansuri huțule, o nuntă huțulă sau așezări huțule din munții Bucovinei), lăsate în mare parte fără comentarii. Cineaștii doreau să evidențieze în acest film apartenența nordului Bucovinei la spațiul etnic ucrainean și, în consecință, necesitatea încorporării regiunii în cadrul unui stat ucrainean unitar.
Propaganda comunistă sovietică răzbate în aproape toate secvențele filmului: ucrainenii sunt locuitorii cei mai vechi ai provinciei care au trebuit să lupte peste 600 de ani cu mai mulți ocupanți și trăiesc acum într-o stare de mizerie și de înapoiere, principalii exploatatori ai populației locale sunt ocupanții români, capitaliștii evrei și Biserica Ortodoxă, orașul Cernăuți este înfățișat ca un spațiu deznaționalizat și depravat. Sunt strecurate din când în când informații false precum absența școlilor ucrainene în Cernăuți (în realitate, au existat școli particulare ucrainene în perioada interbelică) și lipsa unei companii teatrale locale (existau, de fapt, companii teatrale profesioniste, dar niciuna nu ținea spectacole în limba ucraineană). Alte informații sunt pur și simplu ridicole cum este cazul purtării costumului popular huțul ca un semn de protest împotriva asupritorilor, care a stat la baza afirmației propagandistice că „purtarea costumului național al huțulilor era considerată propagandă bolșevică” în vremea stăpânirii românești.
Cineaștii propagandiști au eliminat în mod intenționat menționarea faptului că teritoriul anexat era o parte componentă a unei provincii mai mari, nefiind folosit nicăieri numele „nordul Bucovinei”, ci doar „Bucovina”, și au omis în mod deliberat prezentarea minorităților etnice ale acestei regiuni, ascunzând existența altor naționalități. Existența minorităților etnice principale ale regiunii ieșea însă în evidență în materialul filmat, în care evreii și românii erau caracterizați în mod colectiv ca asupritori și dușmani. Localnicii români erau înfățișați îmbrăcați în haine burgheze și cu figuri încruntate, simbolizând clasa exploatatoare anterioară.

### Conotații antisemite

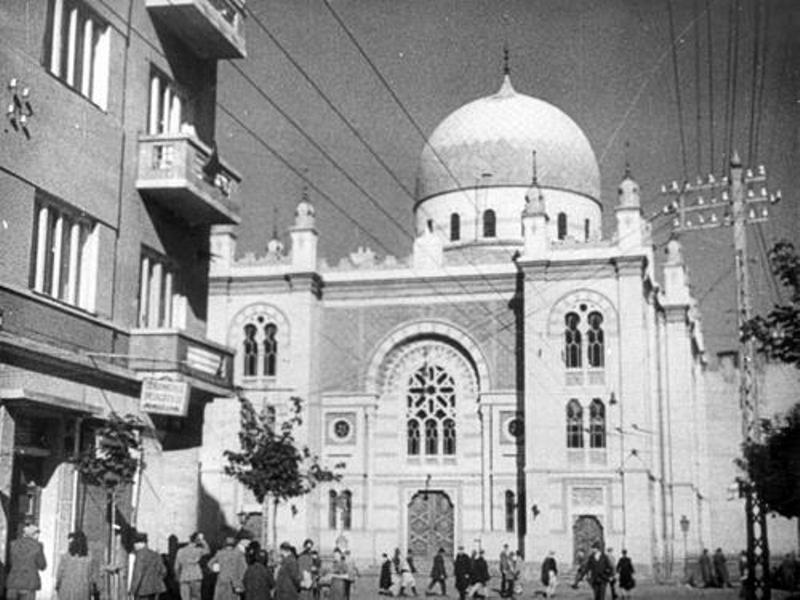
Templul evreiesc din Cernăuți este folosit ca un simbol al asupririi populației sărace

Oleksandr Dovjenko a fost un susținător al drepturilor populației ucrainene și al culturii ucrainene pe tot parcursul carierei sale și a fost criticat adesea de autoritățile sovietice pentru că a imprimat accente naționaliste creațiilor sale cinematografice. Cultura ucraineană putea fi dezvoltată, în opinia lui, doar de etnicii ucraineni și de frații lor slavi, ca urmare a faptului că evreii ucraineni nu erau considerați o parte componentă a poporului ucrainean. Ieșirile antisemite ale cineastului au fost semnalate încă din anii 1930, existând totuși niște acuzații (nedovedite) că Dovjenko ar fi participat la persecutarea evreilor în timpul Războiului Civil Rus, când a luptat în unitățile lui Petliura. Sentimentele antievreiești ale lui Dovjenko au fost împărtășite și de partenera sa de viață, Iulia Solnțeva.
Cercetătorul britanic Jeremy Hicks, lector de limba rusă la Queen Mary University of London, a susținut existența unor conotații antisemite „ușor de perceput” în documentarul Bukovina – zemlea ukrainskaia. Filmul documentar a apărut în vremea când Pactul germano-sovietic era încă în vigoare și evreii germani deveniseră victime ale nazismului, dar, cu toate acestea, nu i-a înfățișat pe evrei într-un mod favorabil care să atragă simpatia publicului spectator. Astfel, evreii bogați din Cernăuți sunt prezentați în acest film ca nepăsători față de sărăcia ucrainenilor bucovineni, în timp ce cheltuiau sume mari de bani pentru a-și construi sinagogi luxoase. Templul evreiesc din Cernăuți este folosit ca un simbol al asupririi populației sărace, în special a ucrainenilor bucovineni, în perioada stăpânirii austro-ungare și românești. Jeremy Hicks a evidențiat că bisericile creștine nu sunt prezentate în aceeași manieră.
Potrivit cercetătoarei ucrainene Svitlana Frunchak, filmele lui Dovjenko au descris aproape exclusiv doar suferința poporului ucrainean, care era considerat un „popor martir”, și au ignorat complet suferința colectivă (sau individuală) a evreilor ucraineni. Mai mult chiar, cineastul a schimbat intenționat identitatea victimelor masacrului german de la Drobîțkîi Iar (decembrie 1941) în documentarul Bătălia pentru Ucraina Sovietică (1943), subliniind identitatea ucraineană a celor uciși în ciuda faptului că majoritatea lor (peste 10.000 de victime) erau evrei și nu ucraineni, precum și identitatea profesorului Aleksandr Efros, care ar fi fost ucis într-un efort de distrugere a culturii ucrainene și nu pentru că era evreu. Astfel, victimele Holocaustului sunt transformate intenționat de Dovjenko în victime ale persecuției antiucrainene. Menționarea persecuțiilor realizate de polonezi împotriva evreilor din Galiția în Eliberarea (1940) și denunțarea antisemitismului de către Dovjenko imediat după începerea Războiului Germano-Sovietic îl fac pe Hicks să presupună că antisemitismul cineastului ieșea la iveală doar atunci când el îi percepea pe evrei ca un obstacol în calea aspirațiilor politice ucrainene.